# Зенон Крук
Зенон Крук (пол. Zenon Kruk; нар. 14 грудня 1907, Корналовичі, Австро-Угорщина — пом. 28 грудня 1986, Битом, Польща) — польський футболіст, лівий нападник. Зіграв 25 матчів у Першій лізі Польщі.

## Життєпис
Вихованець львівської «Лехії», у футболці якої виступав з 1926 по 1939 рік. У сезоні 1931 року, єдиному для «Лехії» в Першій лізі Польщі, зіграв за команду 22 матчі та відзначився 6-ма голами, завдяки чому став найкращим бомбардиром клубу у вище вказаному сезоні. Під час Другої світової війни був учасником Вересневої кампанії, потім в'язнем Шталагу.
Батько Мечислава Крука, також професіонального футболіста.